# Карапетян Маріне Саргісівна
Маріне Саргісівна Карапетян (нар. 3 березня 1991) — вірменська футболістка, півзахисниця «Алашкерта». Виступала за збірну Вірменії.

## Життєпис
На початку кар'єри виступала на батьківщині за команду «Коледж». У 2012 році перейшла в російський клуб «Дончанка» (Азов). Дебютний матч у вищій лізі Росії зіграла 8 жовтня 2012 року проти «Мордовочки», відігравши перші 61 хвилин. Всього в сезоні 2012/13 років взяла участь в 7 матчах вищої ліги Росії. Потім декілька років грала в Вірменії за «Оменмен», а восени 2017 року виступала в Грузії за «Мартве», в складі цього клубу брала участь в матчах жіночої Ліги чемпіонів. У 2018 року знову грала в Росії, провела 5 матчів у складі аутсайдера вищої ліги іжевського «Торпедо». З 2019 року виступає за вірменський «Алашкерт», з цим клубом брала участь в матчах єврокубків.
Виступала за юнацьку і молодіжну збірні Вірменії. У національній збірній в 2009-2012 роках зіграла в 19 відбіркових матчах чемпіонатів світу та Європи. Надалі не виступала за збірну, оскільки команду розформували.